# Juan Píriz
Juan Píriz, född 17 maj 1902 i Montevideo, död 23 mars 1946 i Montevideo, var en uruguayansk fotbollsspelare.
Píriz blev olympisk guldmedaljör i fotboll vid sommarspelen 1928 i Amsterdam.